# Вискари, Калеви
Калеви Вискари (фин. Kalevi Viskari; р. 15 июня 1928) — финский гимнаст, призёр Олимпийских игр.

## Биография
Родился 15 июня 1928 года в Энсо. В 1952 году в составе финской команды завоевал бронзовую медаль Олимпийских игр в Хельсинки.